# 白丽莎
白丽莎（1963年—），重庆人，汉族，中华人民共和国政治人物、第十一届全国人民代表大会重庆地区代表。
毕业于四川工业学院农机设计与制造专业，是中共党员。担任重庆市江津区农机推广及机电排灌站站长。2008年起担任全国人大代表。